# André Chevillier
André Chevillier (Pontoise, 1636-Paris, 8 avril 1700) est un bibliothécaire français.

## Biographie
Bibliothécaire de la Sorbonne, on lui doit la conservation du Speculum humanae salvatioris dont il s'était porté acquéreur ainsi qu'un ouvrage sur l'Origine de l'imprimerie (1694).